# Daryl Murphy
Daryl Murphy, né le 15 mars 1983 à Waterford, est un footballeur international irlandais qui évolue au poste d'attaquant.

## Biographie

### En club
Le 25 août 2011, il est prêté à Ipswich Town jusqu'à la fin de la saison. Il avait déjà été prêté à ce club en 2010.

### En sélection
En janvier 2018, Daryl Murphy annonce qu'il met un terme à sa carrière internationale.

## Palmarès

### En club
- Sunderland AFC
  - Champion d'Angleterre de D2 en 2007.
- Newcastle United
  - Champion d'Angleterre de D2 en 2017.

### Distinctions personnelles
- Membre de l'équipe-type de D2 anglaise en 2015
- Meilleur buteur de D2 anglaise en 2015.